# Première vague d'immigration en France
Pour un article plus général, voir Histoire de l'immigration en France.
 (février 2013).
Si vous disposez d'ouvrages ou d'articles de référence ou si vous connaissez des sites web de qualité traitant du thème abordé ici, merci de compléter l'article en donnant les références utiles à sa vérifiabilité et en les liant à la section « Notes et références ».
La première vague d'immigration, à ne pas confondre avec la Première vague migratoire d'Algériens en France, est le premier mouvement migratoire d'étrangers vers la France contemporaine, qui débute durant la seconde moitié du XIXe siècle, pendant la révolution industrielle française. Elle est la première de trois vagues d'immigration, la deuxième faisant suite à la Première Guerre mondiale, et la troisième faisant suite à la Seconde Guerre mondiale.

## Description
En 1851, le premier recensement d'étrangers présents en France estime que 1 % de la population française est composée d'étrangers, sur une population totale de 36 millions. La France, entrant tardivement dans la révolution industrielle, a besoin de main d'œuvre. En effet, comme la population française est encore très rurale et que le taux de fécondité est bas en général, les usines ont besoin de plus de main d'œuvre que celle existant en ville. 
Arrivent donc en premier les Belges, qui sont vite rattrapés par les Italiens, notamment piémontais. Les premiers immigrants italiens sont des chanteurs de rue ou des montreurs d'ours, suivis par des ouvriers qui s'installent dans l'est de Paris. Mais les chapeliers et travailleurs de la mode s'installent, eux, dans Le Marais. Des ouvriers espagnols, allemands et suisses migrent aussi vers la France, participant au fort développement économique et au comblement démographique du pays. Les immigrés arrivent le plus souvent en région parisienne, pour ensuite y rester ou partir vers d'autres grandes villes. Des surnoms, comme "peaux de beurre", ou "vermines" pour les Belges, sont utilisés, mais le racisme s'estompe vite. À Marseille, les immigrants sont néanmoins plus stigmatisés. En 1911, la population parisienne comporte 200 000 étrangers, soit 7 % de ses habitants, et tous les pays d'Europe y sont représentés.